# Лагута Володимир Володимирович
Володи́мир Володи́мирович Лагута — український громадський активіст, військовослужбовець, підполковник запасу Збройних сил України, учасник російсько-української війни. Лицар ордена Богдана Хмельницького III ступеня (2018). Голова Ради ветеранів України, співзасновник ГО «Атошник».

## Життєпис
Народився в с. Кучерівка Глухівського району (з 2020 року — Есманської селищної ради Шосткинського району) на Сумщині.
Служив заступником командира 95-ї окремої десантно-штурмової бригади. Брав участь у боях за Слов'янськ, Лисичанськ, Савур-могилу. У липні 2014 року зазнав важкого поранення (переніс 11 операцій).
У 2021 році став радником голови Житомирської обласної ради.
Учасник проєкту «Дім ветерана».
Станом на жовтень 2024 року полковник, керівник Центрального управління захисту прав військовослужбовців Міністерства оборони України (ЦУЗПВ МОУ).

## Нагороди
- орден Богдана Хмельницького III ступеня (5 грудня 2018) — за особистий внесок у зміцнення обороноздатності Української держави, мужність і самовіддані дії, виявлені у захисті державного суверенітету та територіальної цілісності України, зразкове виконання військового обов'язку[5];